# Why Don't You Get A Job?
«Why Don't You Get A Job?» —en español: «¿Por qué no te consigues un trabajo?»— es una canción de la banda californiana The Offspring que corresponde al segundo sencillo de su álbum Americana. Al igual que el sencillo anterior, "Pretty Fly", éste también gozó de un gran éxito logrando posicionarse entre el top 10 de varios países como Irlanda, Nueva Zelanda, Países Bajos y las listas de música rock de los Estados Unidos y alcanzó la segunda ubicación en las listas del Reino Unido, Australia y Suecia. Es también una de las canciones más populares de la banda. La melodía tiene un gran parecido a la canción de los Beatles, «Ob-La-Di, Ob-La-Da» aunque la banda solo ha admitido que apuntaban para una sensación de "canción de campamento", también está inspirada en la canción «Cecilia» de Simon & Garfunkel y en «Rhythm of the Rain» de John Gummoe del grupo The Cascades. Uno de los elementos más característicos del sencillo, aparte de sus satíricas letras, es la utilización de saxofones, muy propios de la música ska y que también aparecían en el tema de los Beatles.

## Listado de canciones

### Parte 1
1. «Why Don't You Get A Job?» - 2:52
2. «Pretty Fly» (For A White Guy) (Baka Boyz Lowrider Remix) - 3:01
3. «Beheaded (1999)» - 2:38
4. «Pretty Fly (For A White Guy)» - Video

### Parte 2
1. «Why Don't You Get A Job?» (Álbum Versión) - 2:52
2. «Why Don't You Get A Job?» (Baka Boyz Remix) - 4:22
3. «Beheaded (1999)» - 2:38
4. «I Wanna Be Sedated» (versión The Ramones) - 2:19

## Significado
Pese a su ritmo y melodías alegres y desenfadadas, se trata de una de las canciones más críticas de la banda con la sociedad, especialmente estadounidense. Las letras están dedicadas a unos tipos de familias, en los que el hombre y la mujer se dedican a despilfarrar el dinero sin tener un trabajo estable. También se dedican palabras sobre recelos de la banda ante la posibilidad de establecer una pensión alimenticia para ambos sexos.

## Videoclip
El videoclip fue dirigido por McG y rodado en los Universal Studios de Hollywood, en lugares muy famosos y comúnmente utilizados en películas de la industria cinematográfica holiwoodense como Colonial Street (donde se graba Mujeres desesperadas, por ejemplo) o Courthouse Square (emblemática plaza donde se grabaron varias escenas de Regreso al Futuro). La bailarina e integrante original de Pussycat Dolls, Carmit Bachar interpreta a la novia de Chris "X-13" Higgins apareciendo como el perezoso que mira televisión mientras ella limpia la casa. Al finalizar el video hace un breve cameo el personaje interpretado por Guy Cohen, quien protagonizó el video de Pretty Fly (for a White Guy).

## Posicionamiento en listas y certificaciones
| Lista (1999)                            | Mejor posición |
| --------------------------------------- | -------------- |
| Alemania (Media Control AG)             | 16             |
| Australia (ARIA)                        | 2              |
| Austria (Ö3 Austria Top 40)             | 16             |
| Bélgica (Flandes) (Ultratop 50)         | 17             |
| Bélgica (Valonia) (Ultratop 50)         | 25             |
| Canadá (RPM Singles Chart)              | 19             |
| Estados Unidos (Billboard Hot 100)      | 74             |
| Estados Unidos (Modern Rock Tracks)     | 4              |
| Estados Unidos (Mainstream Rock Tracks) | 10             |
| Estados Unidos (Top 40 Mainstream)      | 21             |
| Francia (SNEP)                          | 29             |
| Irlanda (IRMA)                          | 10             |
| Italia (FIMI)                           | 13             |
| Japón (Oricon)                          | 40             |
| Noruega (VG-lista)                      | 6              |
| Nueva Zelanda (Recorded Music NZ)       | 4              |
| Países Bajos (Dutch Top 40)             | 5              |
| Polonia (Polish Singles Chart)          | 1              |
| Reino Unido (UK Singles Chart)          | 2              |
| Suecia (Sverigetopplistan)              | 2              |
| Suiza (Schweizer Hitparade)             | 24             |

| País          | Organismo certificador | Certificación | Ref.   |
| ------------- | ---------------------- | ------------- | ------ |
| Australia     | ARIA                   | 2× Platino    | [ 20 ] |
| Nueva Zelanda | RIANZ                  | Oro           | [ 21 ] |
| Reino Unido   | BPI                    | Plata         | [ 22 ] |
| Suecia        | IFPI Suecia            | Oro           | [ 23 ] |